# 마에카와 다이야
마에카와 다이야(일본어: 前川 黛也, 1994년 9월 8일 ~ )는 일본의 축구 선수로 현재 J1리그의 비셀 고베에서 골키퍼로 활약하고 있으며 그의 아버지는 선수 시절 산프레체 히로시마와 오이타 트리니타에서 골키퍼로 활약했던 마에카와 가즈야이다.

## 구단 경력
그는 2017년 J1리그의 비셀 고베에 입단했다. 2018년 리그 데뷔했다. 2019년에 천황배 우승, 2023년과 2024년 2번의 J1리그 우승을 차지했다.

## 국가대표팀 경력
그는 2023년 FIFA 월드컵 예선에 참가할 일본 국가대표팀에 발탁되었으며, 11월 16일 미얀마와의 경기에서 데뷔했다. 2023년 AFC 아시안컵에도 선발되었으나 경기에 출전하지는 못하였다.

## 통계
| 일본 | 일본 | 일본 |
| 연도 | 출전 | 득점 |
| ---- | ---- | ---- |
| 2023 | 1    | 0    |
| 2024 | 1    | 0    |
| 통산 | 2    | 0    |

## 수상

### 클럽
비셀 고베
- J1리그 : 우승 (2023), 3위 (2021)
- 천황배 : 우승 (2019)
- 일본 슈퍼컵 : 우승 (2020)